# Dipentodontaceae
Dipentodontaceae – rodzina roślin z rzędu Huerteales. Obejmuje dwa rodzaje z 16–20 gatunkami. Dipentodon sinicus – jedyny przedstawiciel swego rodzaju występuje w postaci dwóch izolowanych populacji w południowych Chinach i w Wietnamie. Zasięg gatunków z rodzaju Perrottetia obejmuje południowo-wschodnią Azję, północną Australię, wyspy Oceanii oraz Amerykę Środkową sięgając na południe wzdłuż Andów do środkowej części Ameryki Południowej.

## Morfologia
PokrójDrzewa i krzewy.
LiścieCzęściowo zimozielone lub opadające. Skrętoległe, pojedyncze, ogonkowe, z drobnymi przylistkami. Blaszka liściowa całobrzega lub piłkowana.
KwiatyZebrane są w kwiatostanach wierzchotkowych tworzących grona i wiechy wyrastające w kątach liści na tegorocznych pędach. Kwiaty promieniste, drobne (do 4 mm średnicy), jedno- i obupłciowe. Działek kielicha i płatków korony jest zwykle po 5 (rzadko inna liczba od 4 do 7) i są one wolne i zwykle niezróżnicowane. Pręcików jest zwykle 5, osadzonych na brzegu dysku kwiatowego. Zalążnia górna, dwukomorowa, czasem u dołu przegrodzona na cztery komory.
OwoceWolno otwierające się, mięsistawe torebki, przypominające pestkowce – zawierają pojedyncze nasiono lub jagody z dwoma–czterema nasionami.

## Systematyka
Pozycja systematyczna rodziny według APweb (aktualizowany system APG IV z 2016)
Jedna z rodzin rzędu Huerteales, siostrzana względem Tapisciaceae. Dawniej oba rodzaje tu zaliczane włączane były do rodziny dławiszowatych Celastraceae.
|  | Gerrardinaceae Alford                              |
|  |                                                    |
|  | Petenaeaceae Christenhusz, M. F. Fay & M. W. Chase |
|  |                                                    |

|  | Tapisciaceae Takhtajan   |
|  |                          |
|  | Dipentodontaceae Merrill |
|  |                          |

|  | Gerrardinaceae Alford                              |
|  |                                                    |
|  | Petenaeaceae Christenhusz, M. F. Fay & M. W. Chase |
|  |                                                    |

|  | Tapisciaceae Takhtajan   |
|  |                          |
|  | Dipentodontaceae Merrill |
|  |                          |

Podział rodziny
- Dipentodon Dunn
- Perrottetia Kunth